# Zahra
Zahra  è un nome proprio di persona arabo e persiano femminile; è scritto زهراء in alfabeto arabo, e زهرا  in alfabeto persiano.

## Varianti
- Arabo: Zahrah[2], Zahirah[2], Zuhra[2], Zara[2]

### Varianti in altre lingue
- Turco: Zehra[1]

## Origine e diffusione
Riprende un termine arabo che vuol dire "brillante", "risplendente" (significato analogo a quello dei nomi Berta, Chiara, Fedra e Niamh), oppure "fiore", "bocciolo" (stesso significato di Fiore, Cvetan, Bluma, Xochitl e Antea). Nella tradizione musulmana, era un epiteto dato a Fatima, la figlia di Maometto.

## Persone
- Zahra Bani, atleta italiana
- Zahra Bouras, velocista algerina

Zehra Hanzade Sultan

- Fatima Zahra Mansouri, politica e avvocata marocchina
- Zahra Nemati, arciera iraniana
- Zahra Ouaziz, mezzofondista marocchina

### Variante Zehra
- Zehra Doğan, artista e giornalista curda
- Zehra Güneş, pallavolista turca
- Zehra Hanzade Sultan, principessa ottomana